# Carron (Falkirk)
Pour les articles homonymes, voir Carron.
Carron est un village d’Écosse dans le comté de Stirling, à 3 kilomètres au nord-est de Falkirk, sur la petite rivière de Carron, près de son embouchure dans le Forth.
Cette localité était célèbre par ses usines à fer de la Carron Company, à l'époque les plus belles d’Écosse. Pendant les guerres du 19e siècle, ces usines ont fourni annuellement 5 000 canons ; elles occupaient encore 2 000 ouvriers et consommaient jusqu’à 200 tonnes de houille par jour. 
Un canal navigable unit ce magnifique établissement avec le port de Grangemouth.

## Source
« Carron (Falkirk) », dans Pierre Larousse, Grand dictionnaire universel du XIXe siècle, Paris, Administration du grand dictionnaire universel, 15 vol., 1863-1890 [détail des éditions].